# Aktogay (ort)
Aktogay (kazakiska: Ақтоғай, ryska: Актогай) är en ort i Kazakstan.   Den ligger i oblystet Qaraghandy, i den centrala delen av landet, 400 km sydost om huvudstaden Astana. Aktogay ligger 753 meter över havet och antalet invånare är 3 741.
Terrängen runt Aktogay är platt.  Trakten runt Aktogay är nära nog obefolkad, med mindre än två invånare per kvadratkilometer. Det finns inga andra samhällen i närheten. Trakten runt Aktogay består i huvudsak av gräsmarker.